# Ејвонија (Пенсилванија)
Ејвонија (енгл. Avonia) насељено је место без административног статуса у америчкој савезној држави Пенсилванија.

## Демографија
По попису из 2010. године број становника је 1.205, што је 126 (-9,5%) становника мање него 2000. године.
| Група             | 2000.         | 2010.         |
| Белци             | 1.308 (98,3%) | 1.178 (97,8%) |
| Афроамериканци    | 3 (0,2%)      | 1 (0,1%)      |
| Азијати           | 8 (0,6%)      | 7 (0,6%)      |
| Хиспаноамериканци | 5 (0,4%)      | 10 (0,8%)     |
| Укупно            | 1.331         | 1.205         |